# Пландиште
Пландиште је градско насеље у Србији и седиште истоимене општине у Јужнобанатском управном округу. Према попису из 2022. било је 3.329 становника.
У Пландишту се планира изградња ветропарка Пландиште I.

## Име села
српски : Пландиште; македонски : Пландиште; мађарски : Zichyfalva; немачки : Zichydorf; румунски : Plandişte;
Данашње име места долази од речи пландовати, одмарати се. Румуни користе исто то име док Мађари и Немци користе име које је село добило по грофу Зичију а у преводу значи Зичијево село.
Пландиште – Банат има дугу историју као кључна локација у источно-централној Европи због транспортних рута дуж његових река и планинских пролаза. Банат је био војно стратегијска спољна граница за античко Римско царство и они су ту саградили неколико већих градова који још увек постоје, као што је Темишвар. Германска племена су нападала римске гарнизоне али нису успела да освоје територију која се касније консолидовала као део Мађарске монархије око 1000. године нове ере.
Мађарска је омогућила мирно време хришћанства које је определило судбину Баната. И касније је Банат трпео разне несреће. Џингис кан је 1240-1242. године оставио за собом пустош када је прошао у свом освајачком походу на Европу. Територија места је око 85 км северно од Дунава и у правцу севера од Београда, који такође постоји од древних времена.
Биосег (Средњи век) Током средњег века место је названо по ливади на којој је настало: Биосег. Током овог периода, Турци из Османског царства су 1526. почели са сукобима са Мађарском империјом са циљем ширења своје територије. После битке код Мохача, Турци су завладали на две трећине Мађарске, укључујући и Банат. Рат са Турцима је трајао током шеснаестог и седамнаестог века; 1663-1739, и опет 1788. године, при чему су увек уништавана банатска насеља и убијано његово становништво. Скоро је сигурно да су људи који су живели на Биосег ливади били умешани у те ратове због близине Дунава. Дунав је формирао природну границу између Османског царства и Мађарске монархије.
Морминз (1717-1738) Аустријска царска армија којом је командовао принц Еуген Савојски је напокон истерала Турке са своје територије. Мировни уговор потписан у Карловцу 1699. године је довео Мађарску, без Баната, под управу хабзбуршког цара Леополда I. Касније, принц Еуген Савојски је заузео Банат 1718. године, и провинција је уступљена хабзбушском цару Чарлсу.VI
У складу са наређењима (војном управом) принца Еугена од 1723. до 1725. године, место је насељено под именом ’”Морминз”’ и тако је регистровано на мапи Темишвара, Банат. Насељеници Морминза су градили своје куће од земље и блата и покривали их трском из локалних мочвара или сламом (од житарица које су расле у јужном Банату).
1738. Турци су обновили непријатељство пробојем у јужни Банат и пустошењем и разарањем насеобина дуж Дунава, укључујући и Морминз. Турци су напредовали на север током следеће године, све до Темешбурга, централног и главног града Баната. Становници који нису избегли на север побијени су или одведени у ропство. Сва села јужно од Темешбурга спаљена су. Након ове инвазије територија око Морминза личила је на пустињу.
Зичидорф (немачки: Zichydorf, 1787-1867) Аустријанци и Мађари удружили су снаге и 1738. потиснули Турке назад на југ, преко Дунава. Мада је и претходно овде било углавном немачко становништво, протеривање Турака донело је организовано насељавање под окриљем Хабзбурга. Аустроугарски војни походи били су засновани на немачком племству — грофовима, који су служили као генерали Царској аустријској војсци. За аустријског кајзера било је уобичајено да награди сваког грофа парцелом земље новоосвојеног пограничног Баната. Тако је гроф Карл Зич де Васонкео, (graf Karl Zichy de Vasonkeo) тадашњи председник мађарског парламента, постао власник око 10.000 акри земље око села названог Зичидорф у његову част.
Зичифалва (мађарски: Zichyfalva, 1867-1918) 1867. године Аустрија је прихватила двојну монархију познату као Аустроугарско царство. Угарска власт је касније натурила мађаризацију да креира посебну мађарску нацију из мешане популације, која је била највећим делом немачка, али је такође укључивала и Румуне, Србе и Турке. Мађаризација је резултовала променом имена насеља са немачког на мађарски. Тако је Зичидорф преименован у Зичифалва, место које се налазило у 54. грофовији Торонтал, Угарска.
Мариолана (1918-1942) Први светски рат донео је још једну промену имена места Аустроугарске империје. Након Версајског уговора 1918. године нове границе довеле су Зичидорф/Зичифалву у састав државе Србије, која је постала део новоформиране Краљевине Југославије. Југословенски краљ Александар прокламовао је промену назива свих места на српски језик, те је место добило назив Мариолана, који је задржало до Другог светског рата.
За време немачке окупације у току Другог светског рата називи насеља су враћени на немачке изворне називе. Након Другог светског рата, место добија садашњи назив. Мариолана постаје ’”Пландиште”’, у САП Војводини, СФР Југославија. На територију општине пристигли су досељеници и из других крајева земље, тако да је у мултиетничкој структури становништва било заступљено 18 националности.
Данас је Пландиште регистровано на званичним мапама Србије (тада Југославије) са популацијом испод 4500. Ако тражите Пландиште у атласу, због његове величине тешко ћете га пронаћи. Налази се 85 километара северно од Београда, главног града Србије. До Пландишта се долази магистралним путем Београд - Вршац који се код Алибунара грана према Пландишту, односно, из правца Новог Сада путем Нови Сад – Вршац.

## Историја
Пландиште се у историјским изворима спомиње први пут тек крајем 17. века, као место насељено Србима. Прве немачке породице насељене су у месту 1787/88, и од тада је село постало већински немачко. Према писању Феликса Милекера, током 1787/88. у село су досељаване породице из Грапца, Хацфелда, Велике Јече, Мале Јече и Остерна. Нову колонију су колонисти назвали Зичидорф (Zichydorf), по Карољу Зичију, председнику Угарске Дијете. Но већ у јесен 1788. морали су насељеници бежати пред османским четама које су пролазиле у близини.
Захваљујући чињеници да су места око њега била мале насеобине и пустаре, Зичидорф је рано постао гравитациони центар своје области. Од 1809. су одржаване недељне пијаце и пет годишњих вашара. Те године место је имало 1.068 становника. Дана 8. марта 1819. Зичидорф је добио и тржишну привилегију. Број од 2.000 становника насеље је прешло пре 1854.
Прва апотека у месту је отворена 1864, а 1866. и пошта, као и артески бунар. Године 1876. место постаје и велика општина. Железничка станица је отворена 1889, а 1895. је уведена и телефонска линија. До Првог светског рата насеље је углавном припадало Зичидорфском срезу, коме је додуше центар био углавном у Банлоку (па је пред Први светски рат и формално преименован у Банлочки срез).
Захваљујући Аустро-угарској нагодби, место је од 1867. формално познато као Зичифалва (мађарски превод претходног немачког имена). Познато је да је место имало и мађарску читаоницу захваљујући једном ексилибрису, али ближи подаци о постојању и функционисању ове установе нису пронађени.
Дана 12. новембра 1918. у Зичидорф је ушла српска војска. Место је убрзо добило ново име - Мариолана. Како је Банлок после рата припао Румунији, формиран је Зичидорфски срез, са седиштем у Великом Гају. Током 1922. срез је укинут, а Мариолана је припала Вршачком срезу.
Познато је да је у међуратном периоду Удружење читалаца Мариолана на основу једног помена удружења у Берлину 1930, али ближи подаци ни за ово удружење нису доступни.
Током Другог светског рата, немачко становништво у Мариолани и неким околним насељима је 4. марта 1941. преко Културбунда поручило оружје од команде Трећег рајха.
Након Другог светског рата, место добија коначно име - Пландиште. Током 1945. аграрна комисија ЦК КПЈ је наложила насељавање 480 Словенаца у ово насеље. До лета 1946. насељено је 509 особа из различитих словеначких области у 125 породица. Током 1962. у насељу је активирано и нафтно поље у склопу регионалних напора за екстракцијом нафте и гаса.

## Популација
| Година | Укупно | Срби   | Македонци | Југословени | Мађари | Румуни | Словаци | Црногорци | Остали |
| 1991   | 4,380  | 54.84% | 23.69%    | 9.2%        | 5.57%  | 1.57%  | 0.82%   | 0.66%     | 3.65%  |

### Популација кроз историју
| Година | 1869. | 1880. | 1890. | 1900. | 1910. |
| Укупно | 2.937 | 2.636 | 3.128 | 3.192 | 2.846 |

## Демографија
Према попису из 2002. било је 4270 становника (према попису из 1991. било је 4380 становника).
У насељу Пландиште живи 3453 пунолетна становника, а просечна старост становништва износи 39,3 година (38,3 код мушкараца и 40,3 код жена). У насељу има 1455 домаћинстава, а просечан број чланова по домаћинству је 2,93. Већину чине Срби.
Становништво у овом насељу веома је нехомогено.
|  |

| Демографија | Демографија | Демографија |
| Година      | Становника  | Становника  |
| ----------- | ----------- | ----------- |
| 1921.       | 3.120       |             |
| 1931.       | 3.281       |             |
| 1948.       | 2.985       |             |
| 1953.       | 3.040       |             |
| 1961.       | 3.446       |             |
| 1971.       | 3.701       |             |
| 1981.       | 4.122       |             |
| 1991.       | 4.380       | 4.308       |
| 2002.       | 4.270       | 4.400       |
| 2011.       | 3.832       |             |

| Етнички састав према попису из 2002.‍ | Етнички састав према попису из 2002.‍ | Етнички састав према попису из 2002.‍ | Етнички састав према попису из 2002.‍ | Етнички састав према попису из 2002.‍ |
| ------------------------------------ | ------------------------------------ | ------------------------------------ | ------------------------------------ | ------------------------------------ |
|                                      |                                      |                                      |                                      |                                      |
| Срби                                 | Срби                                 |                                      | 2.539                                | 59,46%                               |
| Македонци                            | Македонци                            |                                      | 910                                  | 21,31%                               |
| Мађари                               | Мађари                               |                                      | 243                                  | 5,69%                                |
| Југословени                          | Југословени                          |                                      | 168                                  | 3,93%                                |
| Румуни                               | Румуни                               |                                      | 73                                   | 1,70%                                |
| Роми                                 | Роми                                 |                                      | 63                                   | 1,47%                                |
| Словаци                              | Словаци                              |                                      | 41                                   | 0,96%                                |
| Хрвати                               | Хрвати                               |                                      | 21                                   | 0,49%                                |
| Црногорци                            | Црногорци                            |                                      | 18                                   | 0,42%                                |
| Словенци                             | Словенци                             |                                      | 18                                   | 0,42%                                |
| Немци                                | Немци                                |                                      | 7                                    | 0,16%                                |
| Бугари                               | Бугари                               |                                      | 6                                    | 0,14%                                |
| Руси                                 | Руси                                 |                                      | 1                                    | 0,02%                                |
| Муслимани                            | Муслимани                            |                                      | 1                                    | 0,02%                                |
| Бошњаци                              | Бошњаци                              |                                      | 1                                    | 0,02%                                |
| Албанци                              | Албанци                              |                                      | 1                                    | 0,02%                                |
| непознато                            | непознато                            |                                      | 34                                   | 0,79%                                |

| \| \| м \| \| \| ж \| \| ? \| 13 \| \| \| 11 \| \| 80+ \| 22 \| \| \| 36 \| \| 75—79 \| 52 \| \| \| 70 \| \| 70—74 \| 63 \| \| \| 107 \| \| 65—69 \| 102 \| \| \| 113 \| \| 60—64 \| 115 \| \| \| 118 \| \| 55—59 \| 107 \| \| \| 119 \| \| 50—54 \| 201 \| \| \| 197 \| \| 45—49 \| 222 \| \| \| 203 \| \| 40—44 \| 155 \| \| \| 172 \| \| 35—39 \| 122 \| \| \| 130 \| \| 30—34 \| 124 \| \| \| 129 \| \| 25—29 \| 157 \| \| \| 132 \| \| 20—24 \| 168 \| \| \| 163 \| \| 15—19 \| 165 \| \| \| 145 \| \| 10—14 \| 114 \| \| \| 109 \| \| 5—9 \| 105 \| \| \| 102 \| \| 0—4 \| 101 \| \| \| 106 \| \| Просек : \| 38,3 \| \| \| 40,3 \| |      |  |  |      |
| |      |  |  |      |
| | м    |  |  | ж    |
| ? | 13   |  |  | 11   |
| 80+ | 22   |  |  | 36   |
| 75—79 | 52   |  |  | 70   |
| 70—74 | 63   |  |  | 107  |
| 65—69 | 102  |  |  | 113  |
| 60—64 | 115  |  |  | 118  |
| 55—59 | 107  |  |  | 119  |
| 50—54 | 201  |  |  | 197  |
| 45—49 | 222  |  |  | 203  |
| 40—44 | 155  |  |  | 172  |
| 35—39 | 122  |  |  | 130  |
| 30—34 | 124  |  |  | 129  |
| 25—29 | 157  |  |  | 132  |
| 20—24 | 168  |  |  | 163  |
| 15—19 | 165  |  |  | 145  |
| 10—14 | 114  |  |  | 109  |
| 5—9 | 105  |  |  | 102  |
| 0—4 | 101  |  |  | 106  |
| Просек : | 38,3 |  |  | 40,3 |

| Година пописа     | 1948. | 1953. | 1961. | 1971. | 1981. | 1991. | 2002. |
| ----------------- | ----- | ----- | ----- | ----- | ----- | ----- | ----- |
| Број домаћинстава | 713   | 700   | 893   | 1.083 | 1.273 | 1.395 | 1.455 |

| Број чланова      | 1   | 2   | 3   | 4   | 5   | 6  | 7  | 8 | 9 | 10 и више | Просек |
| ----------------- | --- | --- | --- | --- | --- | -- | -- | - | - | --------- | ------ |
| Број домаћинстава | 268 | 355 | 311 | 343 | 113 | 44 | 17 | 0 | 2 | 2         | 2,93   |

| Пол    | Укупно | Неожењен/Неудата | Ожењен/Удата | Удовац/Удовица | Разведен/Разведена | Непознато |
| ------ | ------ | ---------------- | ------------ | -------------- | ------------------ | --------- |
| Мушки  | 1.788  | 584              | 1.059        | 86             | 56                 | 3         |
| Женски | 1.845  | 410              | 1.056        | 301            | 77                 | 1         |
| УКУПНО | 3.633  | 994              | 2.115        | 387            | 133                | 4         |

| Пол    | Укупно                    | Пољопривреда, лов и шумарство | Рибарство                            | Вађење руде и камена | Прерађивачка индустрија       |
| ------ | ------------------------- | ----------------------------- | ------------------------------------ | -------------------- | ----------------------------- |
| Мушки  | 916                       | 209                           | 0                                    | 22                   | 267                           |
| Женски | 715                       | 67                            | 0                                    | 0                    | 309                           |
| Укупно | 1.631                     | 276                           | 0                                    | 22                   | 576                           |
|        |                           |                               |                                      |                      |                               |
| Пол    | Производња и снабдевање   | Грађевинарство                | Трговина                             | Хотели и ресторани   | Саобраћај, складиштење и везе |
| Мушки  | 16                        | 59                            | 80                                   | 32                   | 52                            |
| Женски | 8                         | 4                             | 101                                  | 17                   | 5                             |
| Укупно | 24                        | 63                            | 181                                  | 49                   | 57                            |
|        |                           |                               |                                      |                      |                               |
| Пол    | Финансијско посредовање   | Некретнине                    | Државна управа и одбрана             | Образовање           | Здравствени и социјални рад   |
| Мушки  | 13                        | 8                             | 74                                   | 17                   | 22                            |
| Женски | 15                        | 6                             | 33                                   | 49                   | 86                            |
| Укупно | 28                        | 14                            | 107                                  | 66                   | 108                           |
|        |                           |                               |                                      |                      |                               |
| Пол    | Остале услужне активности | Приватна домаћинства          | Екстериторијалне организације и тела | Непознато            | Непознато                     |
| Мушки  | 19                        | 1                             | 0                                    | 25                   | 25                            |
| Женски | 9                         | 1                             | 0                                    | 5                    | 5                             |
| Укупно | 28                        | 2                             | 0                                    | 30                   | 30                            |

## Галерија
- Центар Пландишта и стара католичка црква
- Дворац Капетаново у Старом Лецу
- Нова православна црква
- Кућа породице Вошинг, саграђена око 1890. г.